# Prinses Irulan
Prinses Irulan is een personage in het Duin-universum, gecreëerd door Frank Herbert.
In Duin is prinses Irulan de oudste dochter van de 81e Padishah-keizer van het imperium, Shaddam IV van Huis Corrino en Anirul, een eerwaarde moeder van de Bene Gesserit. Prinses Irulan krijgt instructies van de zusters van de Bene Gesserit en wordt een van hen.
Na de overwinning van Paul Atreides (Muad-Dib) tegen de gezamenlijke krachten van zijn vader en baron Vladimir Harkonnen, tijdens de opstand van  Arrakis, wordt Irulan gedwongen met Paul te trouwen, waardoor ze toegang krijgt tot de troon van de Leeuw van de Imperium. Omdat het huwelijk puur politieke redenen heeft, laat Paul haar in de steek ten gunste van Chani, zijn Vrijmans-concubine.
In Duin Messias, moe van het zijn van een tweederangs vrouw en verlangend naar koninklijke nakomelingen, zweert Irulan samen (met eerwaarde moeder Gaius Helen Mohiam, de tleiaxu Scytale en de Gilde-navigator Edric) tegen haar echtgenoot, keizer Paul Atreides, en probeert ze te voorkomen Pauls concubine, Chani, vanwege het krijgen van kinderen. Na de ballingschap van Paul in de woestijn, nadat hij blind was geworden tijdens een mislukte aanval van de samenzwering, bekent Irulan haar misdaden en doet zij afstand van haar trouw aan de Bene Gesserit.
In Kinderen van Duin besluit ze, samen met Stilgar, te zorgen voor de opvoeding van de tweelingkinderen van Paul, Leto en Ghanima, terwijl ze lid is van de keizerlijke raad onder leiding van regentes Alia Atreides, de zus van Paul. Maar wanneer Alia, bezeten door de Gruwel, een bedreiging wordt voor de kinderen, vlucht Irulan met hen de diepe woestijn in, terwijl zij Stilgar en zijn stam Sietch Tabr volgt in opstand tegen Alia.

## In bewerkingen
In de film Dune uit 1984 wordt het personage gespeeld door Virginia Madsen. In de film Dune: Part Two uit 2024, het vervolg van Dune uit 2021, portretteerde Florence Pugh Irulan. In de miniseries Dune en Children of Dune werd zij gespeeld door Julie Cox.
- MusicBrainz: 475d03f4-ffc1-472c-9575-6f7aee6ee36b